# Graeme Shinnie
Graeme Shinnie (Aberdeen, 4 agosto 1991) è un calciatore scozzese, difensore o centrocampista dell'Aberdeen.

## Carriera

### Club
Ha giocato nella prima divisione scozzese e nella seconda divisione inglese; con la maglia dell'Aberdeen ha anche segnato un gol in 18 presenze nei turni preliminari di Europa League.

### Nazionale
Ha giocato nella nazionale scozzese Under-21.
Nel 2018 ha esordito nella nazionale maggiore scozzese.

## Statistiche

### Presenze e reti nei club
Statistiche aggiornate al 17 maggio 2025.
| Stagione            | Squadra             | Campionato          | Campionato | Campionato | Coppe nazionali | Coppe nazionali | Coppe nazionali | Coppe continentali | Coppe continentali | Coppe continentali | Altre coppe | Altre coppe | Altre coppe | Totale | Totale | Totale |
| Stagione            | Squadra             | Comp                | Pres       | Reti       | Comp            | Pres            | Reti            | Comp               | Pres               | Reti               | Comp        | Pres        | Reti        | Pres   | Reti   |        |
| ------------------- | ------------------- | ------------------- | ---------- | ---------- | --------------- | --------------- | --------------- | ------------------ | ------------------ | ------------------ | ----------- | ----------- | ----------- | ------ | ------ | ------ |
| 2009-2010           | Inverness           | SFD                 | 1          | 0          | CdL             | 1               | 0               |                    | -                  | -                  | SCC         | 1           | 0           | 3      | 0      |        |
| 2010-2011           | Inverness           | SPL                 | 19         | 0          | CS+CdL          | 2+2             | 0               |                    | -                  | -                  |             | -           | -           | 23     | 0      |        |
| 2011-2012           | Inverness           | SPL                 | 26         | 1          | CS+CdL          | 3+1             | 0               |                    | -                  | -                  |             | -           | -           | 30     | 1      |        |
| 2012-2013           | Inverness           | SPL                 | 37         | 1          | CS+CdL          | 3+4             | 0+1             |                    | -                  | -                  |             | -           | -           | 44     | 2      |        |
| 2013-2014           | Inverness           | SP                  | 36         | 3          | CS+CdL          | 4+4             | 0               |                    | -                  | -                  |             | -           | -           | 44     | 3      |        |
| 2014-2015           | Inverness           | SP                  | 37         | 2          | CS+CdL          | 6+0             | 1+0             |                    | -                  | -                  |             | -           | -           | 43     | 3      |        |
| Totale Inverness    | Totale Inverness    | Totale Inverness    | 156        | 7          |                 | 30              | 2               |                    | -                  | -                  |             | 1           | 0           | 187    | 9      |        |
| 2015-2016           | Aberdeen            | SP                  | 37         | 1          | CS+CdL          | 1+1             | 0               | UEL                | 6                  | 0                  |             | -           | -           | 45     | 1      |        |
| 2016-2017           | Aberdeen            | SP                  | 36         | 2          | CS+CdL          | 5+4             | 1+0             | UEL                | 6                  | 0                  |             | -           | -           | 51     | 3      |        |
| 2017-2018           | Aberdeen            | SP                  | 35         | 2          | CS+CdL          | 4+2             | 1+0             | UEL                | 4                  | 1                  |             | -           | -           | 45     | 4      |        |
| 2018-2019           | Aberdeen            | SP                  | 36         | 3          | CS+CdL          | 5+4             | 0+1             | UEL                | 2                  | 0                  |             | -           | -           | 47     | 4      |        |
| 2019-2020           | Derby County        | FLC                 | 23         | 2          | FACup+CdL       | 2+2             | 0               | -                  | -                  | -                  |             | -           | -           | 27     | 2      |        |
| 2020-2021           | Derby County        | FLC                 | 41         | 3          | FACup+CdL       | 0+2             | 0               | -                  | -                  | -                  |             | -           | -           | 43     | 3      |        |
| 2021-gen. 2022      | Derby County        | FLC                 | 21         | 1          | FACup+CdL       | 1+1             | 0               | -                  | -                  | -                  |             | -           | -           | 23     | 1      |        |
| Totale Derby County | Totale Derby County | Totale Derby County | 85         | 6          |                 | 8               | 0               |                    | -                  | -                  |             | -           | -           | 93     | 3      |        |
| gen.-giu. 2022      | Wigan               | FL1                 | 10         | 0          | FACup+CdL       | 0               | 0               | -                  | -                  | -                  | EFLT        | 1           | 0           | 11     | 0      |        |
| 2022-gen. 2023      | Wigan               | FLC                 | 19         | 0          | FACup+CdL       | 0+1             | 0               | -                  | -                  | -                  |             | -           | -           | 20     | 0      |        |
| Totale Wigan        | Totale Wigan        | Totale Wigan        | 29         | 0          |                 | 1               | 0               |                    | -                  | -                  |             | 1           | 0           | 31     | 0      |        |
| gen.-giu. 2023      | Aberdeen            | SP                  | 13         | 2          | CS+CdL          | 0+1             | 0               |                    | -                  | -                  |             | -           | -           | 14     | 2      |        |
| 2023-2024           | Aberdeen            | SP                  | 37         | 1          | CS+CdL          | 3+4             | 1+1             | UEL+UECL           | 2+4                | 0                  |             | -           | -           | 50     | 3      |        |
| 2024-2025           | Aberdeen            | SP                  | 36         | 1          | CS+CdL          | 5+7             | 1+2             |                    | -                  | -                  |             | -           | -           | 48     | 4      |        |
| Totale Aberdeen     | Totale Aberdeen     | Totale Aberdeen     | 230        | 12         |                 | 46              | 8               |                    | 24                 | 1                  |             | -           | -           | 300    | 21     |        |
| Totale carriera     | Totale carriera     | Totale carriera     | 500        | 25         |                 | 85              | 10              |                    | 24                 | 1                  |             | 2           | 0           | 611    | 36     |        |

### Cronologia presenze e reti in nazionale
| Cronologia completa delle presenze e delle reti in nazionale ― Scozia | Cronologia completa delle presenze e delle reti in nazionale ― Scozia | Cronologia completa delle presenze e delle reti in nazionale ― Scozia | Cronologia completa delle presenze e delle reti in nazionale ― Scozia | Cronologia completa delle presenze e delle reti in nazionale ― Scozia | Cronologia completa delle presenze e delle reti in nazionale ― Scozia | Cronologia completa delle presenze e delle reti in nazionale ― Scozia | Cronologia completa delle presenze e delle reti in nazionale ― Scozia |
| Data                                                                  | Città                                                                 | In casa                                                               | Risultato                                                             | Ospiti                                                                | Competizione                                                          | Reti                                                                  | Note                                                                  |
| --------------------------------------------------------------------- | --------------------------------------------------------------------- | --------------------------------------------------------------------- | --------------------------------------------------------------------- | --------------------------------------------------------------------- | --------------------------------------------------------------------- | --------------------------------------------------------------------- | --------------------------------------------------------------------- |
| 30-5-2018                                                             | Lima                                                                  | Perù                                                                  | 2 – 0                                                                 | Scozia                                                                | Amichevole                                                            | -                                                                     | 77’                                                                   |
| 3-6-2018                                                              | Città del Messico                                                     | Messico                                                               | 1 – 0                                                                 | Scozia                                                                | Amichevole                                                            | -                                                                     |                                                                       |
| 7-9-2018                                                              | Glasgow                                                               | Scozia                                                                | 0 – 4                                                                 | Belgio                                                                | Amichevole                                                            | -                                                                     | 73’                                                                   |
| 14-10-2018                                                            | Glasgow                                                               | Scozia                                                                | 1 – 3                                                                 | Portogallo                                                            | Amichevole                                                            | -                                                                     | 67’                                                                   |
| 20-11-2018                                                            | Glasgow                                                               | Scozia                                                                | 3 – 2                                                                 | Israele                                                               | UEFA Nations League 2018-2019 - 1º turno                              | -                                                                     | 76’                                                                   |
| 21-3-2019                                                             | Astana                                                                | Kazakistan                                                            | 3 – 0                                                                 | Scozia                                                                | UEFA Nations League 2018-2019 - 1º turno                              | -                                                                     | 83’                                                                   |
| Totale                                                                |                                                                       | Presenze                                                              | 6                                                                     |                                                                       | Reti                                                                  | 0                                                                     |                                                                       |

## Palmarès

### Club

#### Competizioni nazionali
- Coppa di Scozia: 2

Inverness: 2014-2015
Aberdeen: 2024-2025
- Football League One: 1

Wigan: 2021-2022